# Der Fuehrer's Face
Der Fuehrer's Face è un cortometraggio animato del 1943 diretto da Jack Kinney.
È un filmato propagandistico statunitense della serie Donald Duck, prodotto dalla Walt Disney Productions.

## Trama
Una banda musicale composta da Goebbels, Himmler, Tojo, Göring e Mussolini marcia attraverso una città della Germania nazista cantando gli ideali nazisti. Essi passano dalla casa di Paperino e lo cacciano dal letto con una baionetta. Dopo aver eseguito il saluto nazista davanti ai foto-ritratti di Hitler, di Hirohito e di Mussolini, Paperino fa colazione con un pezzo di pane completamente secco, una tazza di caffè preparato con un solo chicco e uno spray all'aroma di uova e bacon, a causa del razionamento in tempo di guerra. Il gruppo gli consegna una copia del Mein Kampf per un momento di lettura, poi marcia in casa e lo accompagna in una fabbrica bellica.
Al suo arrivo in fabbrica, Paperino inizia le sue 48 ore di turno giornaliero di avvitamento ogive su granate in una catena di montaggio. Mescolati con le granate ci sono dei ritratti del Führer, quindi Paperino deve eseguire il saluto nazista ogni volta che appare un ritratto. Il ritmo della catena di montaggio si intensifica, e Paperino trova sempre più difficile portare a termine tutti i compiti. Allo stesso tempo, egli è bombardato da messaggi di propaganda sulla superiorità della razza ariana e la gloria di lavorare per il Führer. Dopo una "vacanza", che consiste nel mimare delle svastiche con il suo corpo di fronte a un fondale raffigurante le Alpi, Paperino è condannato a fare gli straordinari e ha una crisi di nervi con delle allucinazioni.
Quando le allucinazioni finiscono, si ritrova nel suo letto, e si rende conto che l'intera esperienza è stata solo un incubo. Svegliandosi, Paperino vede proiettata sul muro l'ombra di una figura che tiene la mano destra alzata, come per un saluto nazista. Preso dal panico, comincia a farlo anche lui, finché non si rende conto che quella è l'ombra di una Statua della Libertà in miniatura. Ricordando quindi che si trova negli Stati Uniti, abbraccia la statua, orgoglioso della sua cittadinanza americana.

## Produzione
Il cartone animato fu prodotto nel tentativo di vendere titoli di guerra ed è un esempio di propaganda statunitense durante la seconda guerra mondiale. Il film, il cui titolo di lavorazione era Donald Duck in Nutzi Land, venne scritto da Joe Grant e Dick Huemer ispirandosi alla canzone omonima scritta da Oliver Wallace.

## Colonna sonora
La colonna sonora del film utilizza come tema ricorrente la canzone Der Fuehrer's Face, anche nota informalmente come The Nazi Song, scritta da Oliver Wallace. La canzone era allora molto popolare in una versione pubblicata nel 1942 da Spike Jones and His City Slickers, noti per le loro parodie di canzoni popolari,  nel singolo omonimo. La versione di Spike Jones contiene l'effetto sonoro di uno strumento chiamato Birdaphone, che produce una pernacchia dopo ogni "Heil!" per manifestare il disprezzo nei confronti di Hitler, a differenza della versione del cartone animato, che contiene invece il suono di una tuba. La pernacchia, detta Bronx Cheer, era una ben nota espressione di disgusto in quel periodo di tempo e non venne ritenuta oscena o offensiva.

## Distribuzione
Il cartone animato è uscito negli Stati Uniti il 1º gennaio 1943, distribuita dalla RKO Radio Pictures. Dopo la prima distribuzione, a causa della natura propagandistica del corto e la rappresentazione di Paperino come un nazista (sia pure riluttante), la Disney tenne il film fuori dalla circolazione generale.
Il cortometraggio è stato distribuito per la prima volta in home video in formato DVD nel 2004, all'interno del primo disco del volume Walt Disney on the Front Lines, terzo della serie Walt Disney Treasures. Der Fuehrer's Face non è tuttavia presente nell'edizione del DVD destinata ai mercati del Giappone, Francia, Italia e Germania a causa della propaganda di guerra contro tali nazioni, le quali, eccetto la Francia, erano nemiche degli Stati Uniti durante il conflitto. Il corto rimane quindi inedito in Italia.

## Accoglienza
Der Fuehrer's Face vinse l'Oscar al miglior cortometraggio d'animazione ai Premi Oscar 1943. Fu l'unico film di Paperino a ricevere l'onore, anche se altri otto film vennero candidati. Nel 1994 si classificò al 22º posto nella lista The 50 Greatest Cartoons redatta da membri del campo dell'animazione..

## Riconoscimenti
- 1943 - Premio Oscar
  - Miglior cortometraggio d'animazione[3]